# Grande Morava
La Grande Morava (in Serbo, Velika Morava, Велика Морава) è il tratto terminale del sistema fluviale serbo della Morava (da non confondere col fiume Morava dell'Europa centrale).
Nasce dalla confluenza della Morava meridionale (Južna Morava, Јужна Морава) e della Morava occidentale (Zapadna Morava, Западна Морава) nei pressi della cittadina di Stalać.

## Geografia
Il bacino della Grande Morava misura 6.126 km², quello dell'intero sistema, 37.444 km² (di cui, 1,237 km² in Bulgaria e 44 km² in Macedonia), coprendo circa il 42% del territorio della Serbia.

Scorre in una pianura chiamata Pomoravlje o Valle del fiume Morava, dove 200.000 anni fa si estendeva il Mare Pannonico. Circa a metà del suo corso, la Grande Morava passa attraverso le Gole di Bagdran (Bagrdanska klisura, Багрданска клисура) che in passato erano circondate da rigogliose foreste. Sfocia ad Est della città di Semedrevo, tra i villaggi di Kulič e Dubravica, nel bacino minerario carbonifero di Kostolac.
Il fiume è navigabile solamente nella parte terminale del suo corso, per circa 3 km a causa dell'accumularsi, nel suo letto, di detriti provenienti dalla Morava Meridionale: nel passato, invece, era quasi totalmente percorribile in nave.

## Affluenti
Gli affluenti della Grande Morava sono generalmente piccoli fiumi: il più lungo è la Jasenica (79 km), gli altri raramente superano i 50 km. Vi confluiscono da Est la Jovanovačka, la Crnica, la Ravanica e la Resavčina, da Est, la Kalenićka, il Lugomir, la Belica, la Lepenica, la Rača, e la Jasenica. Questi affluenti hanno una portata ridotta, ma, nei periodi piovosi, causano frequenti allagamenti.